# Кабанов Кирило Сергійович
Кабанов Кирило Сергійович (рос. Кабанов Кирилл Сергеевич; народився 16 липня 1992 у м. Москві, Росія) — російський хокеїст. Срібний призер чемпіонату світу з хокею серед юніорських команд 2009 року.

## Кар'єра
Свою ігрову кар'єру на дорослому рівні Кирило розпочав у 16-ти річному віці, у складі багаторазового чемпіона та призера першостей Радянського Союзу з хокею із шайбою московського «Спартака». Однак після лише одного року проведеного в столичній команді, перед початком сезону 2009-2010 права на спортивну діяльність хокеїста були передані клубу Салават Юлаєв з Уфи, незважаючи на небажання самого гравця покидати стан Спартака. До того ж юлаєвці вирішили не повторювати деякі пункти контракту, котрий діяв у Кабанова зі Спартаком, через, начебто, їх невідповідність новому регламенту КХЛ. Перш за все йдеться про пункт щодо можливості залишити команду до завершення угоди без будь-яких санкцій, якщо надійде гідна пропозиція від одного з клубів НХЛ. Тож у Кирила залишилося два варіанти: або зостатися в Уфі і виступати за місцеву команду, або переїхати за океан у команду «Монктон Вайлдкетс», котра обрала Кабанова на драфті новачків КХЛ для іноземців під загальним сьомим номером. Гравець так і не з’явився на передсезонних зборах «юлаєвців» і вирушив до Північної Америки.
Представники «Салават Юлаєв» подали протест в Міжнародну федерацію хокею на перехід Кабанова в «Монктон». Тож поки тривав розгляд справи, хокеїст не міг грати в офіційних зустрічах. В підсумку ІІХФ дозволила молодому нападнику виступати за канадську команду та на чемпіонатах світу у складі збірної. Кабанов, пропустивши десяток поєдинків свого нового клубу, все ж дебютував у складі «Диких котів». На жаль для Кирила, але після непоганого старту в новій для себе лізі, він отримав травму руки і змушений був відновлюватися близько трьох місяців.
Відновившись від травми, Кирило продовжив виступи, але через деякий час перестав проходити в основний склад команди. Тож тренери «Монктону» порадили йому виступити на юніорському чемпіонаті світу, що відбувався в квітні в Білорусі. Через суперечку з тренером його та Івана Телегіна не було включено в остаточну заявку юніорської збірної  Росії на турнір. Після цього Кабанов повернувся в Північну Америку, але до кінця сезону більше не грав, хоча його команда в цей же час виграла плей-оф своєї ліги і отримала право поборотися за Меморіальний кубок.
Враховуючи складний характер хокеїста та втручання у справи Кирила його батька Сергія, шанси на те, що Кабанова оберуть на драфті новачків НХЛ 2010 року під високим номером були невисокими. В останньому перед драфтом рейтингу молодих хокеїстів він опустився з 15 на 31 місце у списку для польових гравців, котрі виступають в північноамериканських лігах. В підсумку Кирила обрала команда Нью-Йорк Айлендерс під загальним 65 номером.

## Статистика
| 2008—09 | Спартак Москва    | КХЛ   | 6  | 0  | 0  | 0  | 2  | 4 | 0 | 0 | 0 | 0 |
| 2009—10 | Монктон Вайлдкетс | QMJHL | 22 | 10 | 13 | 23 | 34 | 1 | 0 | 0 | 0 | 2 |

### Міжнародна
| Рік  | Збірна | Турнір | Ігри | Г | П | Очк. | Штр. |
| ---- | ------ | ------ | ---- | - | - | ---- | ---- |
| 2009 | Росія  | ЮЧС    | 7    | 4 | 7 | 11   | 18   |